# Johan Reinholdz
Vous pouvez aider à l'améliorer ou bien discuter des problèmes sur sa page de discussion.
- Il ne cite pas suffisamment ses sources. Vous pouvez indiquer les passages à sourcer avec {{référence nécessaire}} ou {{Référence souhaitée}}, et inclure les références utiles en les liant aux notes de bas de page. (Marqué depuis avril 2024)
- Certaines informations devraient être mieux reliées aux sources mentionnées dans la bibliographie ou les liens externes. Améliorez sa vérifiabilité en les associant par des références. (Marqué depuis avril 2024)

- Archive Wikiwix
- Bing
- Cairn
- DuckDuckGo
- E. Universalis
- Gallica
- Google
- G. Books
- G. News
- G. Scholar
- Persée
- Qwant
- (zh) Baidu
- (ru) Yandex
- (wd) trouver des œuvres sur Wikidata

Johan Reinholdz (né le 30 Juin, 1980) est un guitariste de metal progressif plus connu pour son travail avec les groupes de metal suédois Dark Tranquillity, Andromeda, le groupe de death metal NonExist et le groupe de death metal mélodique Skyfire. Il a composé le premier album d'Andromeda Extension of the Wish.

## Biographie
Reinholdz est né le 30 juin 1980 en Suède. Il commença la guitare à 9 ans, inspiré principalement par Kee Marcelo. Il découvrit plus tard le heavy metal, avec des groupes comme Metallica, Megadeth et Iron Maiden et commença à jouer dans des groupes locaux avec ses amis.
Au fil du temps, son intérêt musical se porta sur d'autre artistes, qui l’influencèrent également, comme Yngwie Malmsteen, The Cure, Dream Theater, Atheist, Marillion.

## Discographie

### Morbid Demons
- Enter the Crypts of Hell (1993, demo)

### Widow
- Beyond (1996, demo)
- Will We Ever Know (1997, demo)
- Autumn Elegy (1998, demo)

### Solo
- Maiden Voyage (1998, demo)
- Welcome to Forever (1998, demo)
- Solipsism (2021, Reinholdz Recordings)
- Weightless and Numb (2022, Reinholdz Recordings)
- Iron Ghosts (2023, single, Reinholdz Recordings)
- Say (2023, single, Reinholdz Recordings)
- Tears of the Mannquin (2023, single, Reinholdz Recordings)
- Tetragrammaton (2023, ep, Reinholdz Recordings)

### Andromeda
- Extension of the Wish (2001, WAR-music/Century Media Records/NTS)
- II=I (2003, New Hawen Records/Century Media)
- Extension of the Wish - Final Extension (2004, New Hawen Records/Century Media Records)
- Chimera (2006, Massacre Records)
- Playing off the Board (Live DVD) (2007, Metal Mind Productions)
- The Immunity Zone (2008, Nightmare Records)
- Manifest Tyranny (2011, Inner Wound Recordings)
- Live in Vietnam (Live DVD) (2016, Andromeda Recordings)

### Dark Tranquillity
- Moment (2020, Century Media Records)
- The Last Imagination (2024, single, Century Media Records)
- Unforgivable (2024, single, Century Media Records)
- Not Nothing (2024, single, Century Media Records)
- Endtime Signals (2024, Century Media Records)

### Nonexist
- Deus Deceptor (2002, New Hawen Records/Century Media Records/Toy's Factory)
- From My Cold Dead Hands (2012, Pivotal Rockordings/Trooper Entertainment)
- Throne of Scars (2015, Mighty Music/Trooper Entertainment)
- The New Flesh EP (2016, Reinholdz Recordings)
- Deus Deceptor (2017, Remaster/extended) (2017 Reinholdz Recordings)
- A Meditation Upon Death (2018, single Mighty Music)
- In Praise of Death EP (2018, Mighty Music)
- Strictly Sadistic Intent (2020, single, Mighty Music)
- Together We Shall Burn (2020, single, Mighty Music)
- Dark Satanic Mills (2020, single, Mighty Music)
- Like the Fearless Hunter (2020, Mighty Music/Trooper Entertainment)

### Opus Atlantica
- Opus Atlantica (2002, Regain Records)

### Skyfire
- Fractal (2009, Pivotal Rockordings)
- Esoteric (2009, Pivotal Rockordings)
- Liberation in Death (2017, CFL Recordings)

### Murdered Beats
- Silent Order (2017, Reinholdz Recordings)

### Apparitions d'invités
- Porr 00 - Detta är Sverige (demo) (2000) - guitar solo on "Offer"
- Anton - The Happy Prankster EP (2000, Mjäll/Slask Independent Media  ) - synth on "Junkland"
- Skyfire - Timeless Departure (2001, Hammerheart Records) - co-writing credits on "Fragments of Time"
- 8 Point Rose - S/T (2010, Escape Music ) - guitar solo on "Endless Rage"
- #366: A Life Lived - Depressionism (2014, Records Union ) - remake/remix/guitars/bass/synths/vocals on "Bullet for Thee"
- Universal Mind Project - The Jaguar Priest (2016, Inner Wound Recordings) - guitar solo on "The Force of our Creation"
- Frayn - New (2016) - guitar solo on "Stray"
- Asymmetry - Fragility (2016) - guitar solo on "Civil War"
- F-Side Project - As One Entity (2017) - guitar solo on "Mastermind"
- Deathening - Antifascist Death Metal (2018, Rakamarow Records/Accelerator Records) - guitar solo on "Evil" and "Spineless Cowards" and guest vocals on "Dehumanization"
- Anton Johansson's - Nevertold Stories (2021, Lion Music) - guitar solo on "End of a Friend"
- Pine Cone Project - Seed (2023) - guitar solo on "Dying Souls Pt.2"

### Divers
- Music to ''Alice in Wonderland''-play (2013, Theatre Thea, Malmö, Sweden  )
- Betrayer - Too Loud (2013) - producer/engineer of the vocals on "In My Heart"
- Lynchland Members Mix#1 - "Sa Salas" (2016) - featured song on compilation.
- Metallic Kitty - "Little Thunder" - guitar/bass/keyboards and the writing credits to the music - (2016)
- Film - Almtorget Crew - (2017), Directed by Henrik Möller-Klas Noll/Videodirekt - role as back-up thug